# Медаль Джексон-Гвилт
Медаль Джексон-Гвилт (англ. Jackson-Gwilt Medal) — награда Британского Королевского астрономического общества, присуждаемая за изобретения, усовершенствования или развитие астрономических инструментов или методов, достижения в наблюдательной астрономии или исследования в области истории астрономии. Учреждена английским филантропом Ханной Джексон (урождённой Гвилт), присуждается с 1897 года.

## Награждённые медалью Джексон-Гвилт
- 1897 Льюис Свифт
- 1902 Томас Дэвид Андерсон
- 1905 Джон Теббутт
- 1909 Филбер Жак Мелотт
- 1913 Томас Г. С. К. Эспин
- 1918 Теодор Эвелин Рис Филипс
- 1923 Артур Стэнли Уильямс и Уильям Солдер Фрэнкс
- 1928 Уильям Рид и Уильям Генри Стивенсон
- 1931 Клайд Уильям Томбо
- 1935 Уолтер Фредерик Гейл
- 1938 Фредерик Джеймс Харгривз и Перси Мэйо Ривз
- 1942 Реджинальд Лоусон Уоттерфилд
- 1946 Гарольд Уильям Ньютон
- 1949 Алджернон Монтегю Ньюбегин
- 1953 Джон Филипп Мэннинг Прентис
- 1956 Реджинальд Пёрдон де Кок
- 1960 Фрэнк Мэн Бейтсон и Альберт Ф. А. Л. Джонс
- 1963 Джордж Эрик Дикон Элкок
- 1968 Джон Гай Портер
- 1971 Алан Уильям Джеймс Кузинс
- 1974 Джеффри Перри
- 1977 Патрик Мур
- 1980 Роджер Гриффин
- 1983 Гроут Ребер
- 1986 Дэвид Малин
- 1989 Ричард Эдвин Хиллс
- 1992 Ричард Стивенсон
- 1995 Жанет Акьюз Маттеи
- 1998 Александр Боксенберг
- 2001 Джон Болдуин
- 2004 Пэт Уоллес
- 2006 Кейт Тэйлор
- 2008 Стивен Шектман
- 2009 Питер Эйдж
- 2010 Крейг Маккей
- 2011 Мэтт Гриффин
- 2012 Джосс Бланд-Хоторн
- 2013 Викрам Диллон
- 2014 Джордж У. Фрейзер
- 2015 Аллан Чепмен
- 2016 Брюс Суинъярд[2]
- 2017 Йен Перри[3]
- 2018 Уэйн Холланд
- 2019 Анна Скейф
- 2020 Роланд Бэкон
- 2021 Флоор ван Лееувен
- 2022 Фрэнк Эйзенхауэр